# 廢棄價值
廢棄價值（英語：Scrap value）常被認為資產當作廢物所賣的金額，此物品的效用假定為零。大部分物資的廢棄價值在一段時間變動很大，目前存在廢棄價值，並不保證在未來仍有廢棄價值，除非一定的廢棄價值確定存在，否則在大多數的經濟研究中，未來的廢棄價值應被假定為零。